# سينما البرتغال
بدأت سينما البرتغال مع نشأة الوسط السينمائي في أواخر القرن التاسع عشر. قُدمت السينما في البرتغال في عام 1896 مع عرض الأفلام الأجنبية، وكان أول فيلم برتغالي هو خروج القوة العاملة من مصنع الأمل الذي أُنتج في نفس العام. اُفتتح أول مسرح للسينما في عام 1904، وأول فيلم برتغالي كُتب كان اختطاف ممثلة (1907). أُنتج سيفيرا، وهو أول فيلم صوتي كامل في عام 1931. بدءًا من عام 1933 مع فيلم أغنية لشبونة، استمر العصر الذهبي لعقدين تاليين، مع أفلام مثل فناء القصص (1942)، وفتاة الراديو (1944). يمثل أنيكي بوبو (1942)، وهو أول فيلم روائي طويل للمخرج مانويل دي أوليفيرا، علامة بارزة بأسلوب واقعي سبق الواقعية الإيطالية ببضع سنوات. في الخمسينيات ركدت السينما. شهدت بداية الستينات نشأة حركة سينما نوفو «السينما الجديدة»، التي تظهر الواقعية في الفيلم، في سياق الواقعية الإيطالية الجديدة والموجة الجديدة في السينما الفرنسية، مع أفلام مثل دوم روبرتو (1962)، والسنوات الخضراء (1963). أصبحت الحركة ذات صلة وثيقة بشكل خاص بعد ثورة القرنفل عام 1974. في 1989، فاز فيلم جواو سيزار مونتيرو ذكريات البيت الأصفر بجائزة الدب الفضي في مهرجان البندقية السينمائي، وفي عام 2009 فاز فيلم جواو سالافيزا الحلبة بجائزة السعفة الذهبية للأفلام القصيرة. تنافست العديد من الأفلام البرتغالية الأخرى على جوائز الأفلام الكبرى مثل السعفة الذهبية والدب الذهبي. كان جون سبعة سبعة (2006) أول فيلم رسوم متحركة روائي برتغالي. تُدعم السينما البرتغالية بشكل كبير من قبل الدولة، مع دعم معهد السينما والوسائل السمعية والبصرية للأفلام.

## الأفلام الصوتية

### 1930-1940
مع بداية الديكتاتورية اليمينية إستادو نوفو عام 1933، بدأ نوع جديد من الأفلام، مستند على الأنواع الكوميدية والموسيقية، والمعروف بشكل أكبر ب «الكوميديا البرتغالية»، مع التركيز على الحياة المعاصرة والمسائل الخفيفة، وبهدف تشتيت انتباه الناس عن الأوقات الصعبة التي تواجههم.
شهد عام 1942 إصدار أنيكي بوبو أول فيلم خيالي كامل للمخرج مانويل دي أوليفيرا، الذي عاد إلى صناعة الأفلام الروائية فقط بعد واحد وعشرين عامًا. كان علامة بارزة في الفيلم البرتغالي ليس فقط لأنه اختلف عن النمط الأكثر رواجًا في ذلك الوقت، إذ تعامل مع القضايا الاجتماعية، ولكن أيضًا لأنه سبق أول أفلام الواقعية الإيطالية الجديدة ببضع سنوات.

### 1950
كانت الخمسينيات سنوات من الركود بشكل أساسي مع استمرار إنتاج نفس أفلام العقود السابقة، والرقابة الحكومية وتمجيد الإمبراطورية الاستعمارية كما في الخيميائي (1953)، على الرغم من أن العلامات الأولى للتغير القادم جاءت من أفلام مثل سالتيمبانكوس (1951)، والناصرة (1952)، كلاهما من إخراج مانويل غيمارايس ومستوحى من الواقعية الإيطالية الجديدة.

### 1970-1960
جلب العقد الجديد جيلًا جديدًا من الأفلام، على رأسها دوم روبرتو (1962)، والسنوات الخضراء، والطيور مقطوعة الأجنحة (1963). سميت المرحلة الجديد سينما نوفو أو نوفو سينما (السينما الجديدة)، وتشير إلى السينما البرتغالية التي صنعت بين عام 1963 والثورة في عام 1974 من قبل مخرجين مثل فرناندو لوبيز، وباولو روشا أو أنطونيو دا كونها تيليس، وآخرين. مثل الموجات الجديدة الأخرى في تلك الفترة، يمكن الشعور بتأثير الواقعية الإيطالية الجديدة والأفكار المزدهرة للموجة الجديدة الفرنسية بشدة.

### 1980
نافس جزيرة الحب من إخراج باولو روشا في عام 1982 على جائزة السعفة الذهبية في مهرجان كان السينمائي. الجوائز الأخرى من هذه الفترة تشمل، في عام 1985 فاز مانويل دي أوليفيرا بأسد ذهبي فخري في مهرجان البندقية السينمائي؛ الأحمق، من إخراج خوسيه ألفارو موريس، بالنمر الذهبي في مهرجان لوكارنو السينمائي الدولي لعام 1987؛ أكلة لحوم البشر، من إخراج دي أوليفيرا، في مسابقة السعفة الذهبية في مهرجان كان السينمائي لعام 1988؛ وذكريات البيت الأصفر في عام 1989، من إخراج جواو سيزار مونتيرو، بالأسد الفضي في مهرجان البندقية السينمائي الدولي السادس والأربعين.

### 1990
في عام 1994، فازت ماريا دي ميديروس بكأس فولبي لأفضل ممثلة في مهرجان البندقية السينمائي الدولي الحادي والخمسين لعملها في فيلم ثلاثة إخوة، من إخراج تيريزا فيلافيردي. نافس الدير، من إخراج مانويل دي أوليفيرا، على السعفة الذهبية في مهرجان كان السينمائي 1995.

### 2000
الجوائز البارزة في هذا العقد كانت أنا ذاهب إلى المنزل، من إخراج مانويل دي أوليفيرا، في المنافسة على السعفة الذهبية في مهرجان كان السينمائي لعام 2001؛ ومبدأ عدم اليقين، الذي أخرجه دي أوليفيرا أيضًا، في المنافسة على نفس الجائزة في العام التالي. في عام 2004، فاز دي أوليفيرا بأسد ذهبي فخري في مهرجان البندقية السينمائي.
في عام 2005، أُصدر 13 فيلمًا روسيًا برتغاليًا، أحدها رسوم متحركة أنتجت بالاشتراك مع إسبانيا، وهي حلم منتصف الصيف. كان الفيلم الأكثر نجاحًا في هذا العام جريمة بادري أمارو، مع أكثر من 300,000 مشاهد وإيرادات بلغت أكثر من 1,3 مليون يورو. في العام التالي، أُصدر 22 فيلمًا روائيًا، خمسة منها أفلام وثائقية.

### 2010
أنتجت البرتغال في عام 2010 اثنان وعشرون فيلمًا روائيًا. في العام التالي، أنتجت 19، ضمنها أكثر الأفلام الناجحة تجاريًا، دم دمي لجوا دي كانيجو مع 20,953 مشاهدة وإجمالي إيرادات 97,800 يورو. كانت حصة السينما المحلية في شباك التذاكر البرتغالي 0.7%.
على الجانب الفني، كان أحد أكثر الأفلام نجاحًا هو فيلم هذا الجانب من القيامة لجواكيم سابينيو، الذي عُرض لأول مرة في برنامج الرؤى في مهرجان تورنتو السينمائي الدولي، مع عرض أمريكي أول في أرشيف هارفارد السينمائي في بوسطن.
في مهرجان برلين السينمائي الدولي الثاني والستين، في عام 2012، نافس المحرمات، من إخراج ميغيل جوميز، على جائزة الدب الذهبي؛ وفاز رافا من إخراج جواو سالافيزا بالدب الذهبي لأفضل فيلم قصير. نافس خطوط ويلينغتون على الأسد الذهبي في مهرجان البندقية السينمائي الدولي التاسع والستين. اعتبارًا من 11 نوفمبر 2012، كان الفيلم البرتغالي الأعلى ربحًا هذا العام الحلويات والكوكيز: الفصل الأخير بإيرادات وصلت ل 1,243 مليون يورو، يليه الفراولة مع السكر – الفيلم بإيرادات وصلت 1,208 مليون يورو.